# Wolfner Mühle

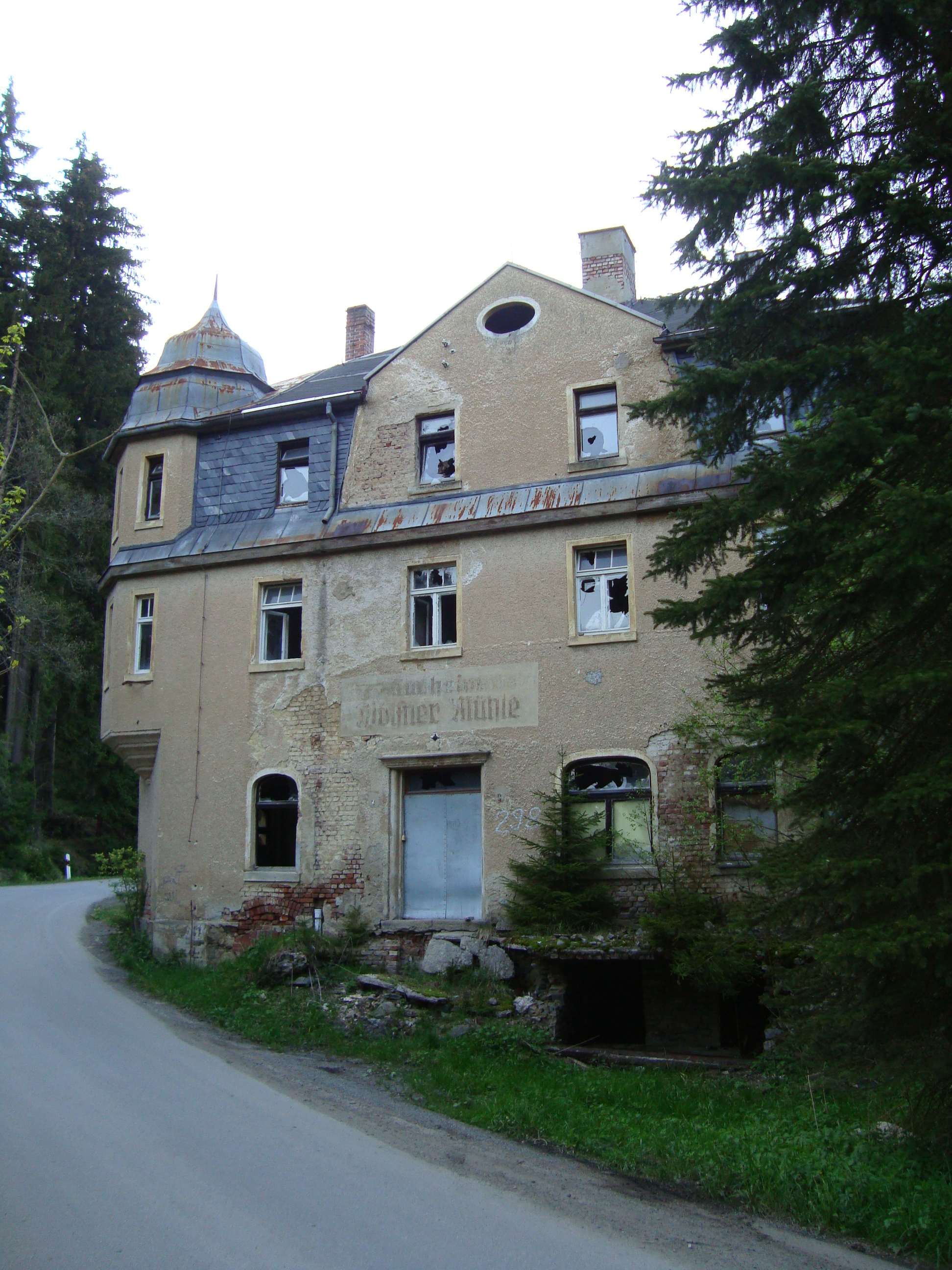
Wolfner Mühle (Zustand 2010)

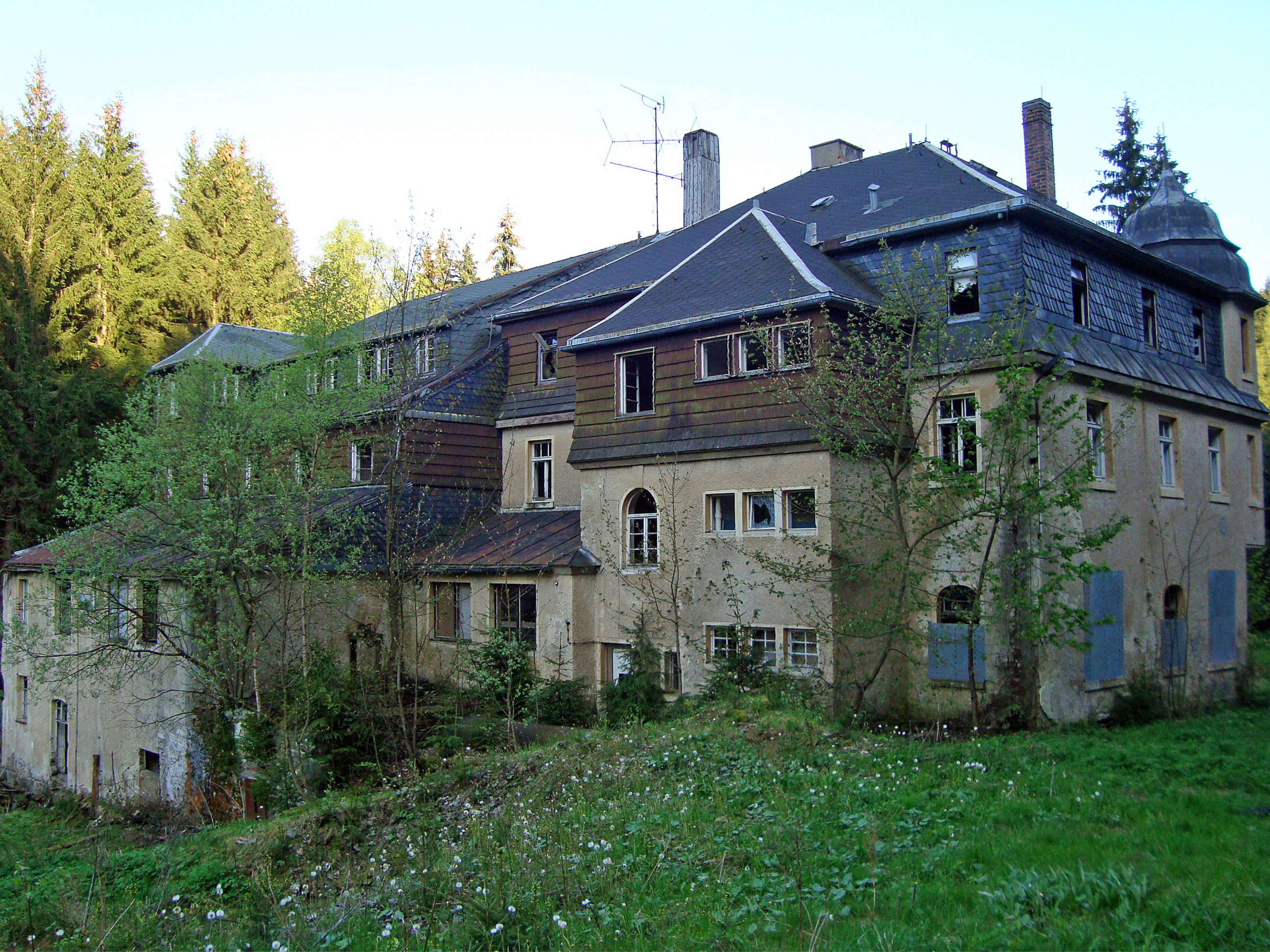
Wolfner Mühle (Zustand 2010)

Die Wolfner Mühle ist ein als Brettmühle im 16. Jahrhundert angelegtes Gebäude bei Markersbach im oberen Mittweidatal, in dem zu Beginn des 20. Jahrhunderts ein Ferienheim eingerichtet worden ist. Die Häusergruppe gehört zur Gemeinde Crottendorf.

## Geschichte
An der Einmündung des Erbisbächel in die Große Mittweida liegen in einem kleinen Talkessel die Gebäude der Wolfner Mühle. Die im 16. Jahrhundert zur Förderung des Scheibenberger Bergbaus angelegte Brettmühle gehörte von 1626 bis 1799 zum Hammerwerk Obermittweida. Im Dreißigjährigen Krieg war sie des Öfteren Zufluchtsort der Einwohner der umliegenden Gebirgsorte. Am 12. März 1640 wurde die Wolfner Mühle durch die Schweden geplündert und in Brand gesteckt, 1655 war der Nachfolgerbau wieder in Betrieb. Etwa 1871 erfolgte die Umrüstung zu einer Holzschleiferei, 1886 erlangte die Besitzerfamilie Brückner die Konzession zum Einrichten einer Schankwirtschaft. Der Fachwerkbau brannte 1909 bis auf die Umfassungsmauern nieder und wurde anschließend als Massivbau bis 1911 wiedererrichtet.
Am Touristenweg von der Eisenbahnstation Mittweida-Markersbach durch das obere Mittweidatal zum Fichtelberg gelegen, wurde die Wolfner Mühle, nach dem Konkurs der Mühlenbetriebs, von einer Gastwirtin in eine Sommerfrische und einen Wintersportplatz umgewandelt. Aufgrund einer anhaltenden Erkrankung musste die Gastwirtin im Jahre 1924 die Bewirtschaftung des Wolfner Mühle einstellen. Das gesamte Areal, das 84 000 m² betrug und von dem damals 1400 m² bebaut waren, erwarben daraufhin im Jahre 1926 die Chemnitzer Kirchgemeinden für ihren Kreisverband für die weibliche Jugend, deren Vorsitzender damals der evangelische Pfarrer Reichel in Chemnitz war. Der ganze Gebäudekomplex sollte ursprünglich nach Plänen des Chemnitzer Architekten Curt am Ende umgebaut werden. Geplant waren zwei Gasträume für den Durchgangsverkehr, eine große Küche mit Nebenräumen, Geschäfts-, Schreibe- und Lesezimmer, ein Tagesraum, ein Festsaal mit Diele, ein Speisesaal, 32 Einzelzimmer mit Betten, zwei Jugendherbergssäle und zwei Badezimmer. Aus Kostengründen musste der großzügige Umbau auf ein Minimum beschränkt werden. Die Wolfner Mühle wurde fortan als Christliches Erholungsheim der Chemnitzer Kirchgemeinden genutzt. In der Wolfner Mühle befand sich in den 1930er Jahren auch eine Posthilfstelle. Von 1939 bis 1945 war die Wolfner Mühle in Besitz der Schubert & Salzer Maschinenfabrik, die sie kurzzeitig als Betriebsferienheim benutzte. Das Gebäude wurde aber im Dritten Reich ab Mai 1941 für die Kinderlandverschickung beschlagnahmt. In der DDR wurde die Wolfner Mühle als Kur- und FDGB-Heim genutzt, das auch die Bezeichnung FDGB-Genesungsheim führte. Die benachbarte Holzstoff- und Papierfabrik wurde in ein Kinderferienlager umgewandelt.

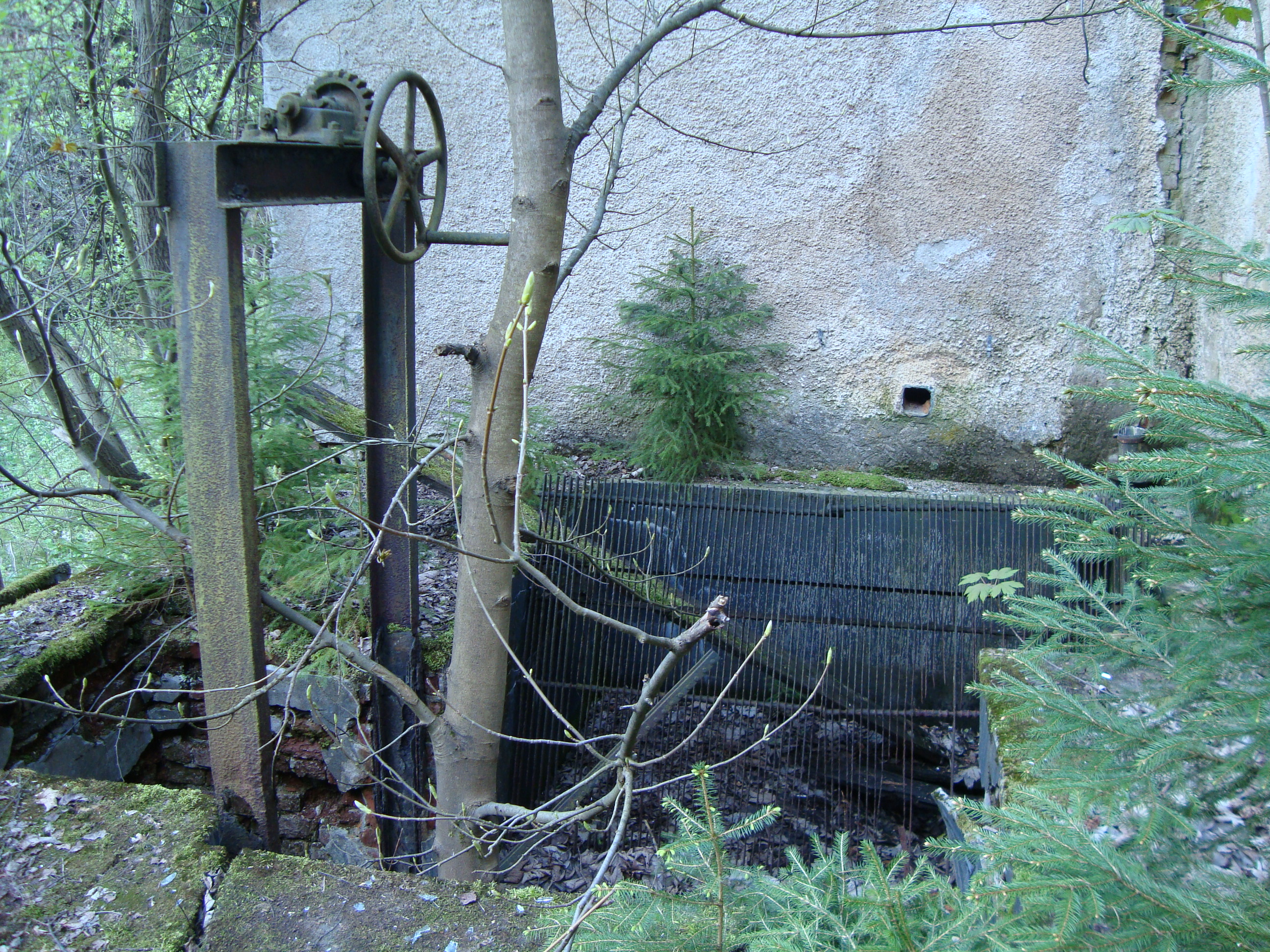
Reste des alten Mühlenwehrs an der Rückfront der Wolfner Mühle (Zustand 2010)

Für sportliche Aktivitäten stand in schneereichen Wintern eine 1500 Meter lange natürliche Rodelbahn auf dem Hammerweg und als Übungswiese für Ski- und Abfahrtsläufer die in unmittelbarer Nähe der Wolfner Mühle liegenden Wiesenhänge zur Verfügung. Eine der damaligen Zeit entsprechende moderne Dampfniederdruckheizung und Kasten-Doppelfenster sorgten seit den 1920er Jahren dafür, dass auch in den langen Wintermonaten Wintersportler und Erholungssuchende hauptsächlich aus Chemnitz und Umgebung in der Wolfner Mühle zu Gast weilen konnten und aktiven Gebrauch von den damals so genannten Winterkuren machten. Zusätzlich gab es nach dem Umbau ab 1926 in der Wolfner Mühle einen besonderen Abstellraum für Wintersportgeräte sowie einen Schnelltrockenraum für durchnässte Kleider und Schuhwerk. Kaltwasserleitungen in jedem Gästezimmer und Warmwasserzapfstellen in allen Stockwerken erhöhten die Bequemlichkeit der Gäste. Eine 10 × 4 Meter sowie eine 11 × 4,50 Meter große Terrasse dienten im Sommer als Biergarten und zu Erholungszwecken. In einem hauseigenen Wasserwerk wurde elektrischer Strom hergestellt, bevor die Wolfner Mühle nach dem Zweiten Weltkrieg an das örtliche Stromversorgungsnetz angeschlossen wurde.
Seit 1990 stehen die Gebäude der Wolfner Mühle leer und sind dem Verfall ausgesetzt. Aufgrund hoher Schneelasten stürzte am 31. Januar 2005 der gegenüber der Wolfner Mühle befindliche alte Trockenschuppen ein. Dabei fiel das Dach mitten auf die Durchfahrtsstraße nach Crottendorf und musste von der Freiwilligen Feuerwehr beseitigt werden. Nach zwei Bränden am 31. Juli und 1. August 2016 kam es in der zweiten Jahreshälfte zu einem Teilabriss der stark einsturzgefährdeten Ruine der Wolfner Mühle.

## Geologie
Unweit der Wolfner Mühle gab es früher einen Steinbruch am Metagrauwacken-Komplex des Wiesenthaler Gneiszuges.

## Sehenswürdigkeiten
- Unter Naturschutz stehende Wiese unweit der Mühle.
- Naturlehrpfad Wolfner Mühle zum Willibrunnen[5]